# Pyrausta tinctalis
Pyrausta tinctalis is een vlinder van de familie van de grasmotten (Crambidae). De wetenschappelijke naam van deze soort is voor het eerst voorgesteld als Botys tinctalis door Julius Lederer in een publicatie uit 1863.
De soort komt voor in Venezuela.